# Lucio Genucio Aventinense
Lucio Genucio Aventinense  (m. 362 a. C.) fue un político y militar romano del siglo IV a. C. perteneciente a la gens Genucia. Fue el primer plebeyo que dirigió una guerra en Roma bajo sus propios auspicios.

## Familia
Genucio fue miembro de los Genucios Aventinenses, una familia plebeya de la gens Genucia. Estaba emparentado con el también consular Cneo Genucio Aventinense.

## Carrera pública
Obtuvo el consulado en los años 365 y 362 a. C. Durante el segundo, dirigió la guerra contra los hérnicos en la que fue derrotado en batalla y muerto. Esto causó una gran alegría a los patricios, puesto que fue el primer plabeyo que dirigió una guerra de Roma bajo sus propios auspicios.